# چزاره
چِزارِه (ایتالیایی: Cesare، تلفظ ایتالیایی: [ˈtʃeːzare])، شکل ایتالیایی سزار است و ممکن است به یکی از موارد زیر اشاره داشته باشد:
- چزاره آرتزلا، ریاضیدان اهل ایتالیا
- چزاره باسانو، هنرمند نقاشی و حکاکی ایتالیایی
- چزاره بکاربا، نظریه‌پرداز حقوق، فیلسوف، سیاستمدار و وکیل اهل ایتالیا
- چزاره بندتی (دوچرخه‌سوار), دوچرخه‌سوار اهل ایتالیا
- چزاره بورجیا (۱۴۷۶– ۱۵۰۷)، نجیب‌زاده خاندان بورجیا و سیاستمدار ایتالیایی در دوران رنسانس
- چزاره پاوزه (۱۹۰۸ – ۱۹۵۰)، رمان‌نویس، شاعر، مترجم و منتقد ادبی اهل ایتالیا
- چزاره پراندلی، از بازیکنان سابق و مربیان کنونی فوتبال اهل ایتالیا
- چزاره پولاکو (۱۹۰۰ – ۱۹۸۶)، هنرپیشه، و صداپیشه اهل ایتالیا
- چزاره روبینی (۱۹۲۳ – ۲۰۱۱)، بازیکن ایتالیایی بسکتبال و مربی تیم ملی ایتالیا
- چزاره زاواتینی، فیلمنامه‌نویس، شاعر، نقاش و نویسنده ایتالیایی
- چزاره گالیا، بازیکن فوتبال اهل ایتالیا
- چزاره گراوینا (۱۸۵۸ – ۱۹۵۴)، هنرپیشه فیلم‌های صامت اهل کشور ایتالیا
- چزاره لومبروزو، پزشک و جرم‌شناس ایتالیایی
- چزاره لوواتی، بازیکن فوتبال اهل ایتالیا
- چزاره مالدینی، بازیکن بازنشستهٔ فوتبال و از مربیان اسبق ایتالیا و میلان